# 채널A 뉴스네트워크
채널A 뉴스네트워크는 대한민국에서 월~금 오후 6시~오후 6시 20분에 텔레비전으로 방송되었던 채널A의 저녁 시간대 뉴스 프로그램이다.